# Carex praegracilis
Carex praegracilis är en halvgräsart som beskrevs av William Boott. Carex praegracilis ingår i släktet starrar, och familjen halvgräs. Inga underarter finns listade i Catalogue of Life.

## Bildgalleri

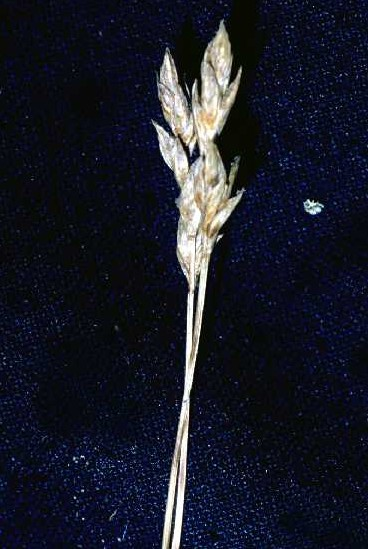
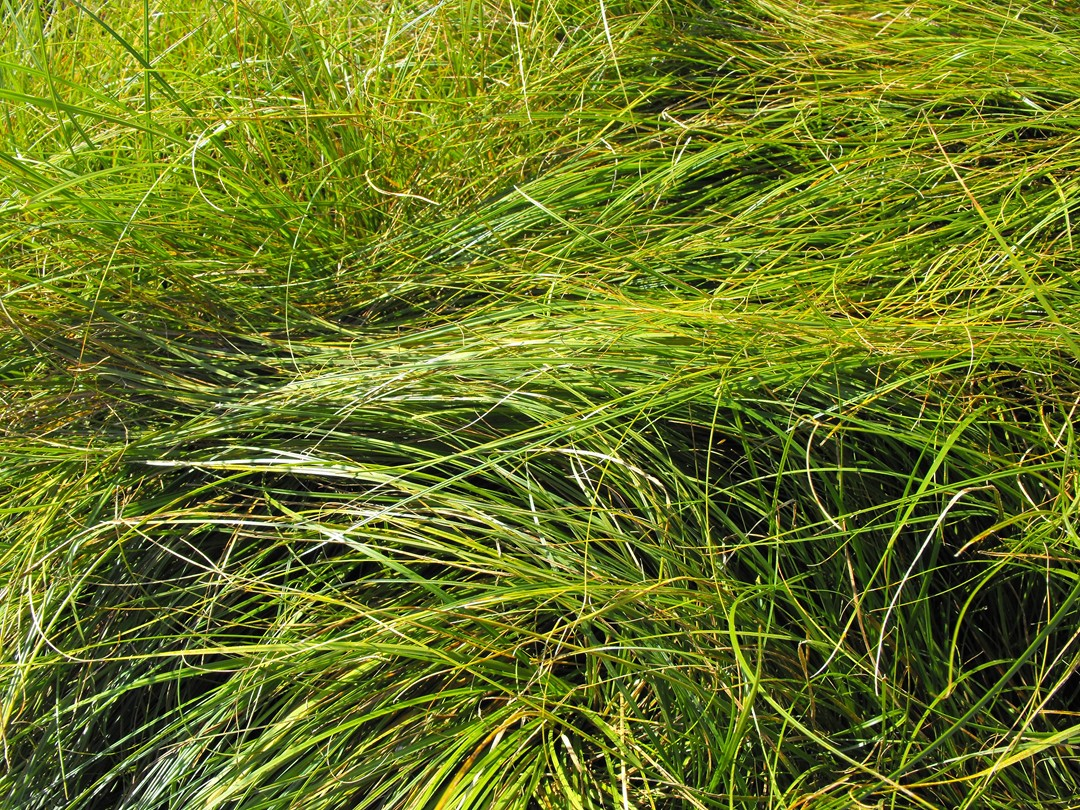